# Collégiale Notre-Dame d'Écouis
Pour les articles homonymes, voir Collégiale Notre-Dame et Notre-Dame.
La collégiale d'Écouis est une ancienne collégiale placée sous l'invocation de Notre-Dame de l'Assomption a été fondée par Enguerrand de Marigny, ministre des finances de Philippe le Bel. Natif de Lyons-la-Forêt, ce dernier possédait à Écouis un riche domaine doté d'un hôpital et d'un collège de chanoines.

## Historique

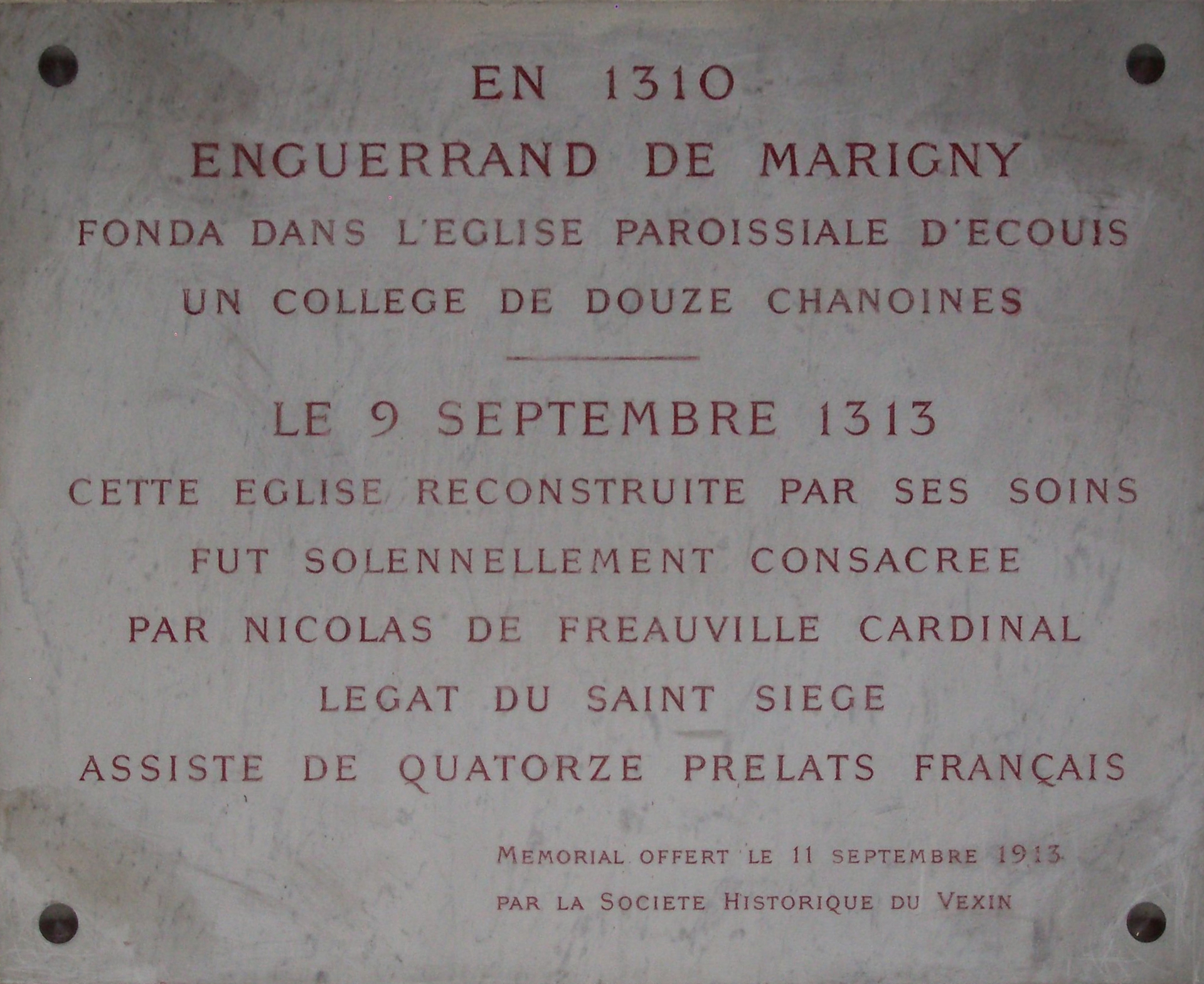
Plaque d'Enguerrand à l'entrée de l'église

Enguerrand de Marigny entreprend la réalisation d'une collégiale de 9 chanoines sans les dignitaires, 1 doyen, 1 trésorier et 1 chantre, avec l'approbation du roi, de l'archevêque de Rouen Bernard de Farges et du pape français Clément V. Elle remplace l'ancienne église dédiée à saint Aubin. Sa réalisation a demandé 3 années de travaux, de 1310 à 1313, et 4 000 pierres de Vernon.
La collégiale a reçu :
- les approbations royales en février 1310
- les approbations épiscopales en mai 1311
- et l'approbation papale (Clément V le 1er mai 1311)

et fut consacrée à Notre-Dame de l'Assomption le 9 septembre 1313.
L'église fut consacrée le 9 septembre 1313. Mais Enguerrand de Marigny devait subir un complet revers de fortune peu de temps après, et être pendu en 1315 au gibet parisien de Montfaucon.
La dépouille d'Enguerrand de Marigny, après sa disgrâce et sa mort, fut rapportée à la collégiale d'Écouis en 1326 et installée dans le chœur.
Au début du XIVe siècle, est construite une chapelle du côté nord de la nef, entre la tour de façade et le transept. En 1528, est lancée la construction de la chapelle Saint-Aubin, du côté sud de la collégiale, destinée au service paroissial.
Elle accueillera plusieurs rois de France, dont Louis XI et Louis XII. Elle eut aussi comme chanoine saint Vincent de Paul. Notre-Dame d'Écouis restera collégiale jusqu'à la Révolution. Le chapitre de la collégiale est supprimé le 24 août 1790. Son ancien chanoine, Antoine Marie François Hallé d'Amfreville, n'ayant pas prêté serment, fut exécuté à Évreux le 13 juillet 1794.
Durant la Révolution, elle fut convertie en temple de la Raison en 1794, puis servira d'atelier puis de grange jusqu'en 1797. C'est à la Révolution que la collégiale perdit sa flèche, tout comme son mobilier, brûlé et le portail s'est trouvé modifié.
Rendue enfin au culte, elle devint l'église paroissiale d'Écouis.

## Architecture
Cet édifice est d'une taille imposante et inattendue dans un si petit village.
La collégiale a un plan cruciforme. Elle est composée :
- D'un chœur de 20,90 m de long, plus long que la nef qui ne fait que 15,65 m,
- et d'un transept large de 10,40 m.
- La voûte de 18 m de haut était autrefois lambrissée, mais elle a été refaite en briques sous forme de voûte en berceau brisé en 1768, le berceau de bois existant encore dans les chapelles latérales.
- Au nord et au sud, elle comporte deux chapelles accolées au chœur, celle du nord donne sur la sacristie qui était auparavant la salle capitulaire.

L'ensemble est construit en pierre de Vernon.
La façade du XIVe siècle est encadrée par deux tours massives appuyées sur des contreforts, qui évoquent davantage l'art roman que l'art gothique. Son centre est décoré d'une grande baie, la « gigantesque verrière occidentale », comme on en rencontre dans le style gothique normand (par exemple à la cathédrale Notre-Dame de Bayeux qui n'atteint pas toutefois ces dimensions) et dont le remplage est caractéristique du style gothique rayonnant.
Sur le côté sud, où est située l'actuelle entrée de l'édifice, se trouve une chapelle construite en 1528 à usage paroissial, dont l'architecture appartient au gothique flamboyant.
La croisée du transept n'est curieusement pas surmontée d'une tour centrale comme il est d'usage dans le gothique normand à cette époque, contrairement à la collégiale Notre-Dame de Vernon ou celle des Andelys par exemple.
Il ne demeure des vitraux originaux que l'oculus quadrilobé de la chapelle du nord, représentant le Christ en croix entouré de la Vierge et de saint Jean.
L'église fait l’objet d’un classement au titre des monuments historiques depuis le 13 juin 1913.

## Mobilier et statuaire

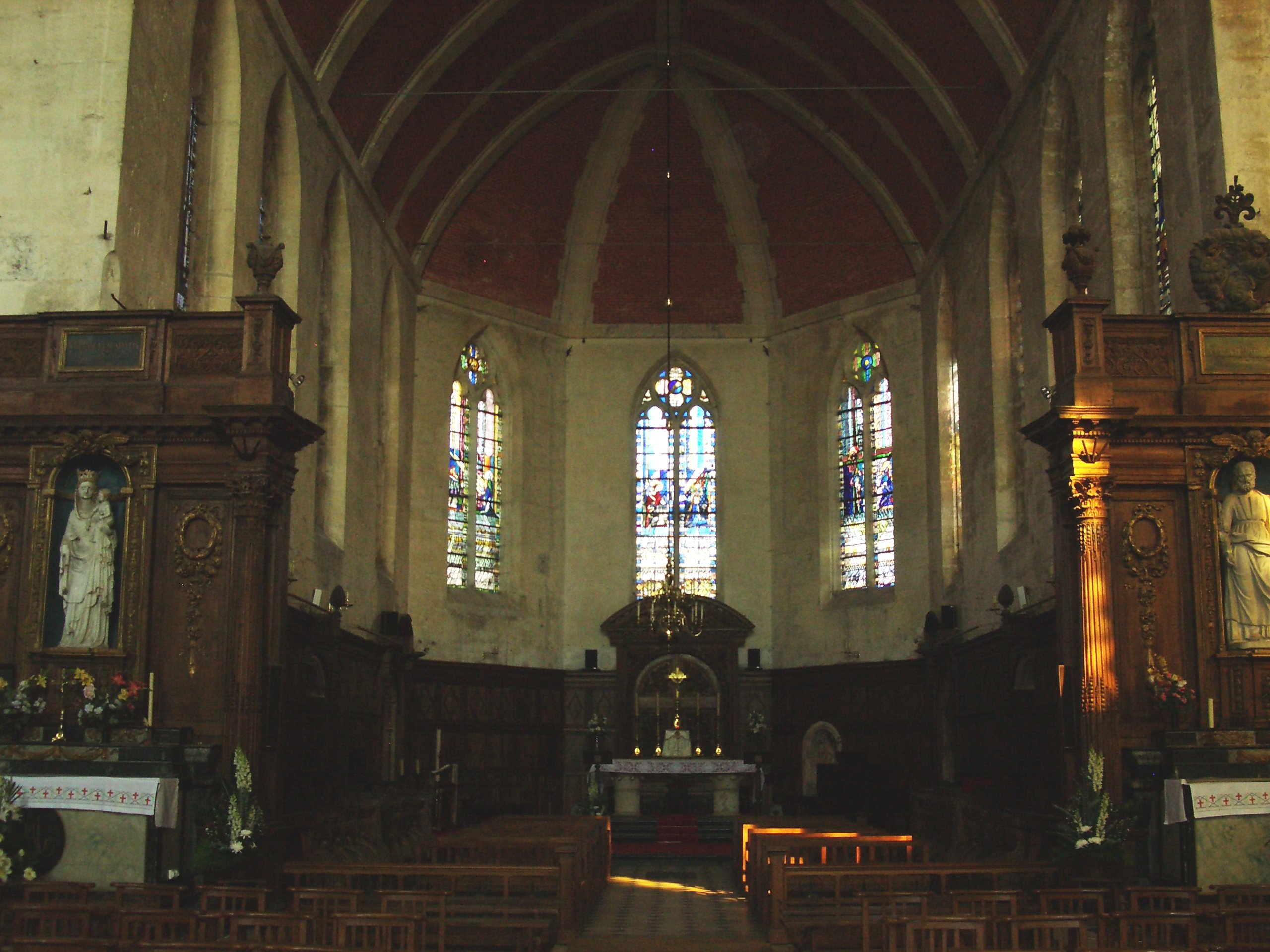
Le chœur de la collégiale d'Écouis

- Les fonts baptismaux sont du XVIIIe siècle
- Une croix du XVIIIe siècle aussi se trouve au-dessus du confessionnal
- La chaire est du XIIe siècle, elle repose sur un socle représentant symboliquement les quatre évangélistes[6].
- Les 36 stalles du chœur datent de la fondation de l'église, elles sont parmi les plus anciennes de France. Les retables et les boiseries sont du XVIIe siècle.
- La reconstruction de l'orgue de tribune (buffets classés du XVIIe siècle) - jugée trop onéreuse - a été abandonnée au profit de l'achat et de l'installation d'un orgue numérique ALLEN Elite Opus II, tout spécialement conçu pour cet édifice et inauguré le 18 mai 2008 par Sophie-Véronique Cauchefer-Choplin.

La statuaire est très riche. Parmi les plus remarquables :
- Sur le mur nord de la nef, un groupe de l'Annonciation avec la Vierge et l'ange Gabriel.
- Dans le transept nord, sainte Véronique et sainte Marie l'Égyptienne, ainsi qu'un Ecce Homo du XVe siècle.
- Dans le transept sud, une sainte Marguerite,
- Dans la chapelle nord on trouve : 
  - Sainte Cécile, du XIVe siècle,
  - Saint Laurent (statue polychrome),
  - Saint Denis,
  - Saint Martin, du XVe siècle

## Les cloches
| Nom                     | Masse               | Diamètre à la base | Note | Parrains et Marraines                                           | Dédicace | Tour | Année | Fondeur | Illustration |
| ----------------------- | ------------------- | ------------------ | ---- | --------------------------------------------------------------- | -------- | ---- | ----- | ------- | ------------ |
| Jean-Baptiste (bourdon) |                     |                    |      |                                                                 |          |      |       |         |              |
| Eugénie-Irénée          | 800 kg              |                    |      | Jean-Michel-Eugène Mathéus Eugénie-Louise-Irène Colonna-Waleski |          |      | 1880  |         |              |
| Total                   | Masse : kilogrammes |                    |      |                                                                 |          |      |       |         |              |

## Sources
- Brochure rédigée par Monsieur l'Abbé Alain Jacques, texte revu par Madame Valéry Peche, conservateur des antiquités et objets d'art - Collégiale d'Écouis.
- Monographie du Conseil général de l'Eure.

## Statuaire de la Collégiale d'Écouis

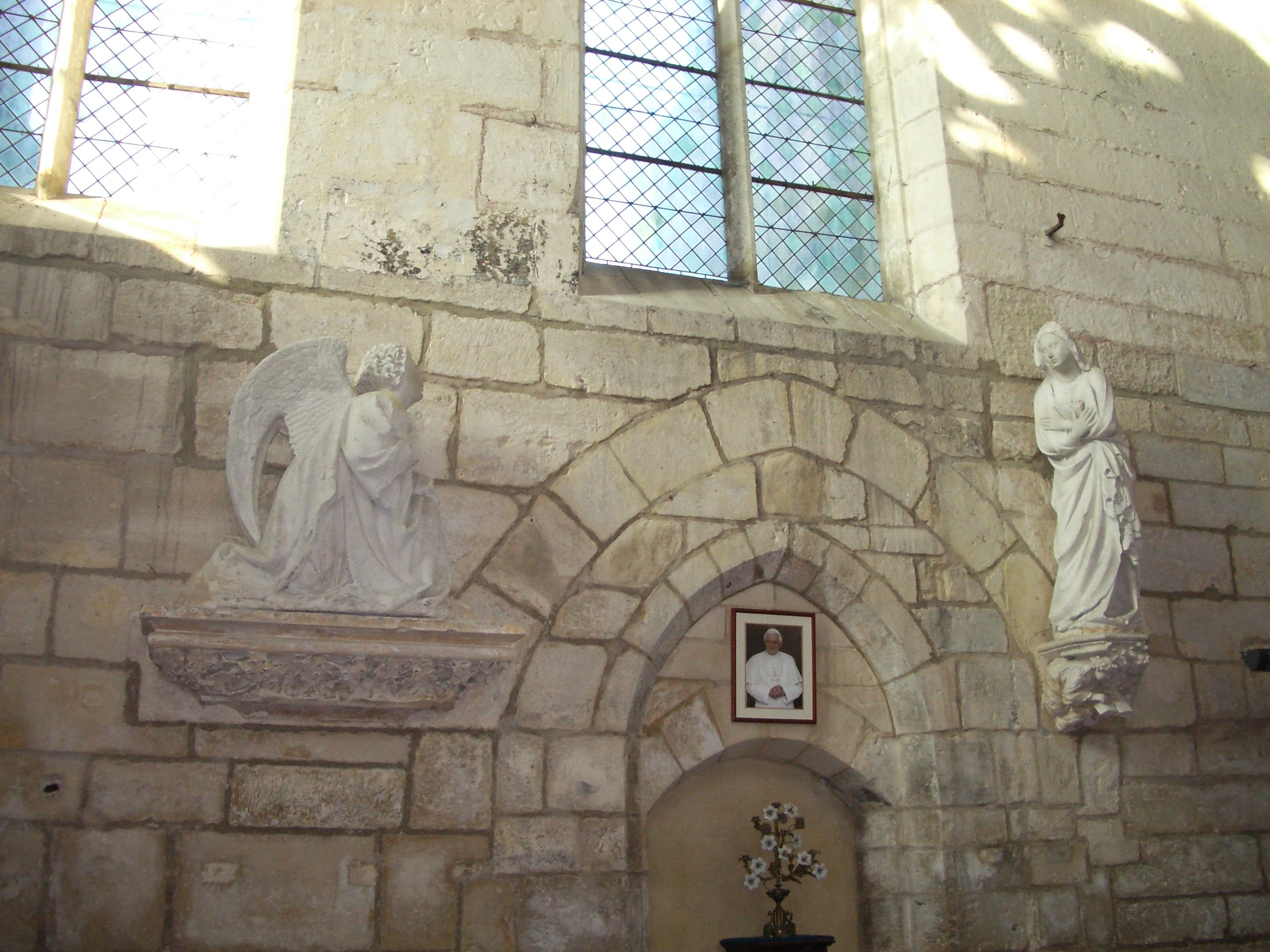
L'Annonciation
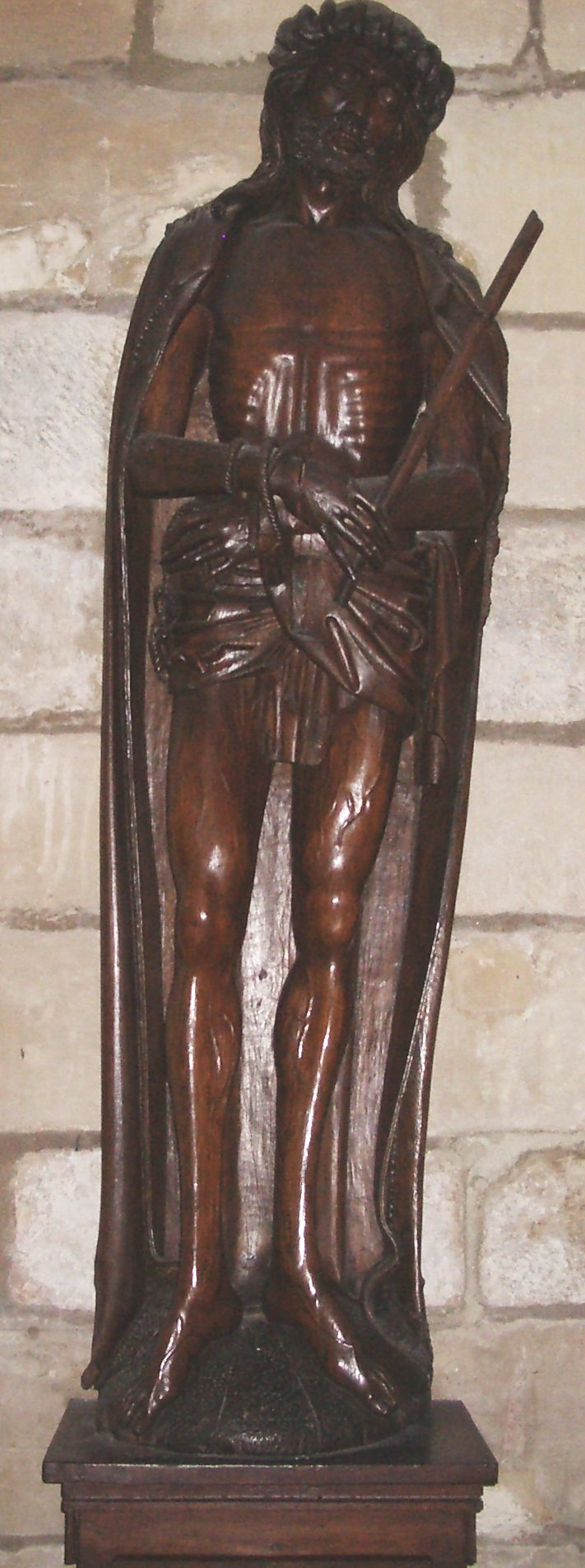
Ecce Homo

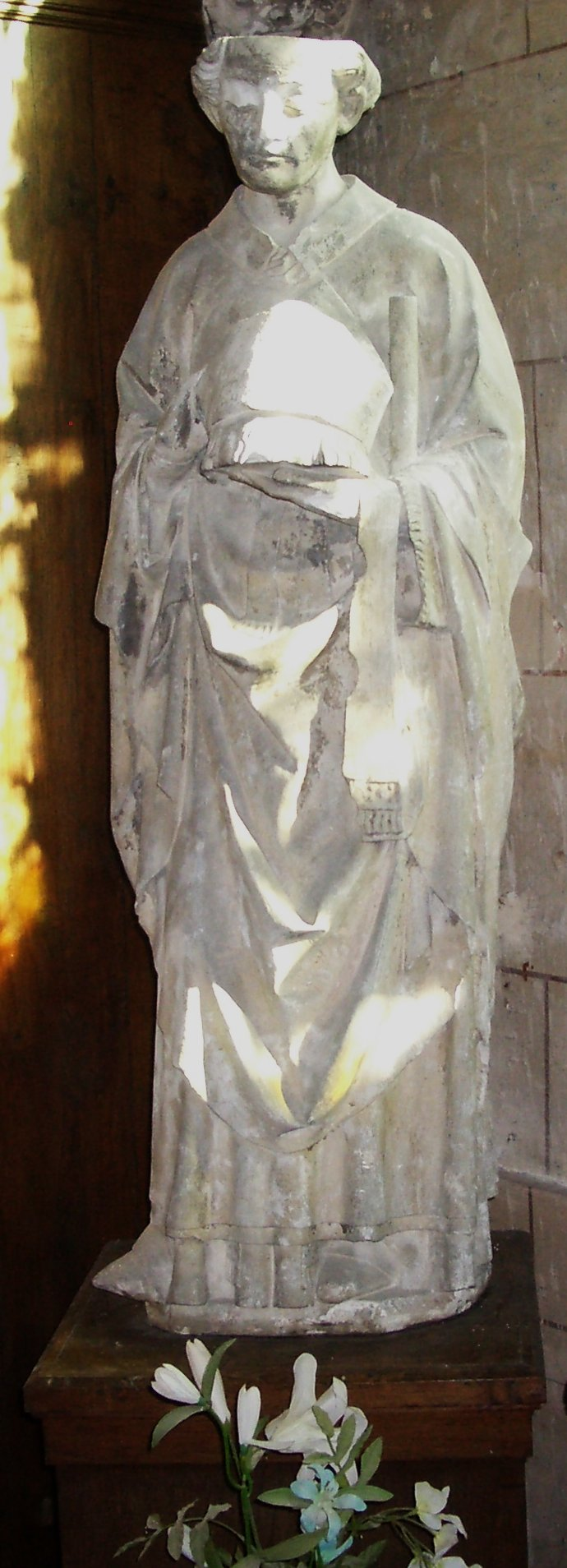
Saint Nicaise
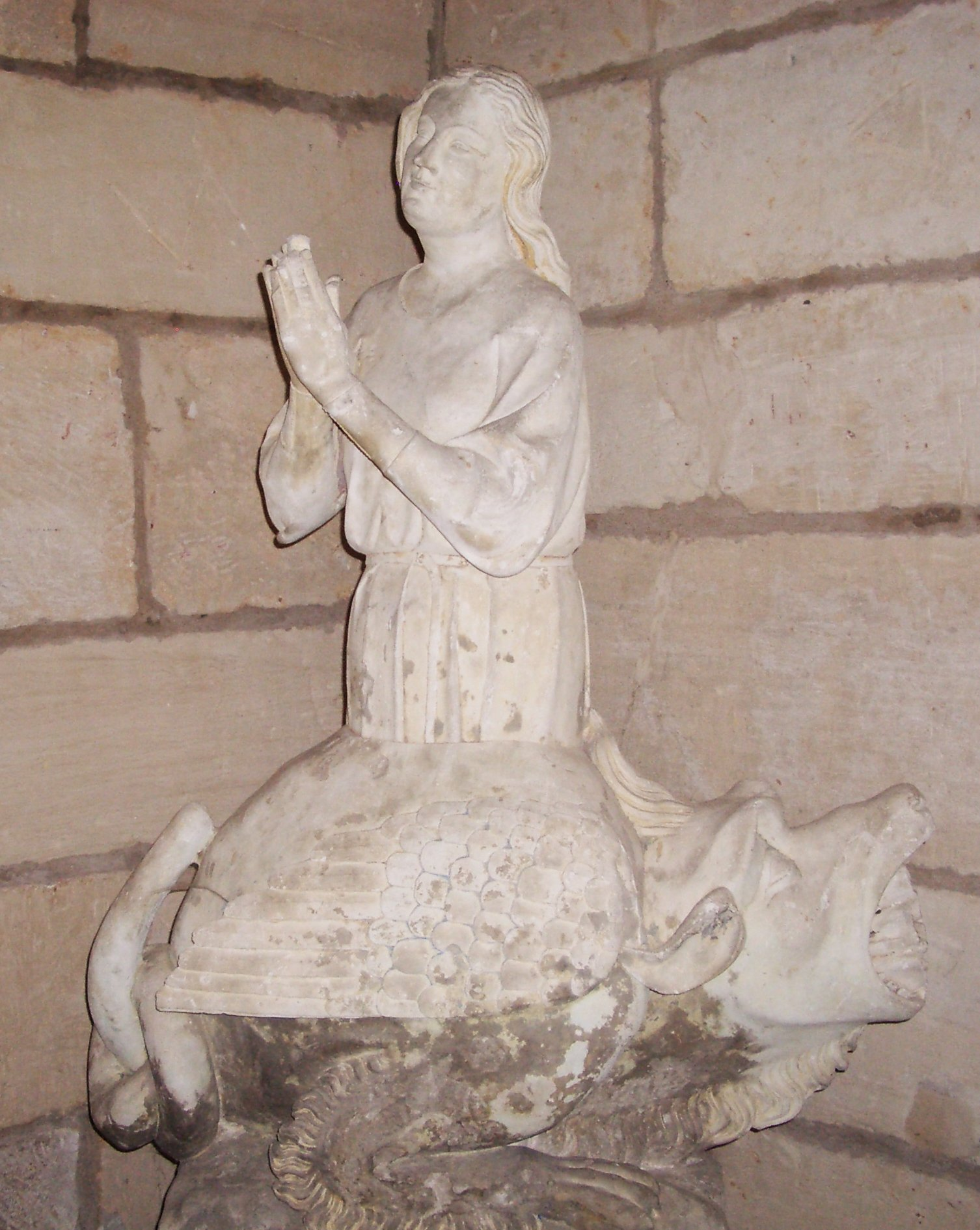
Sainte Marguerite
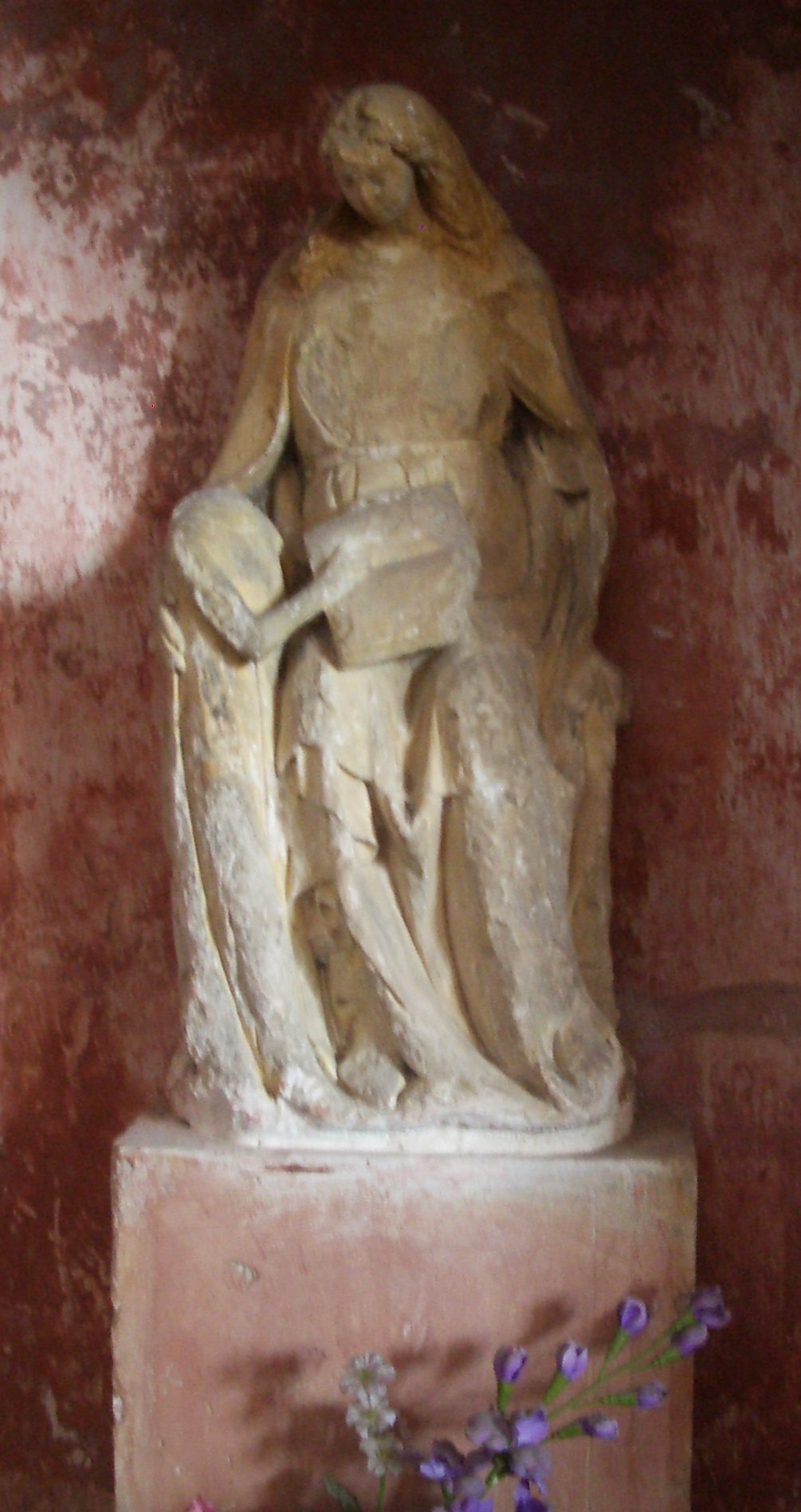
Sainte Anne
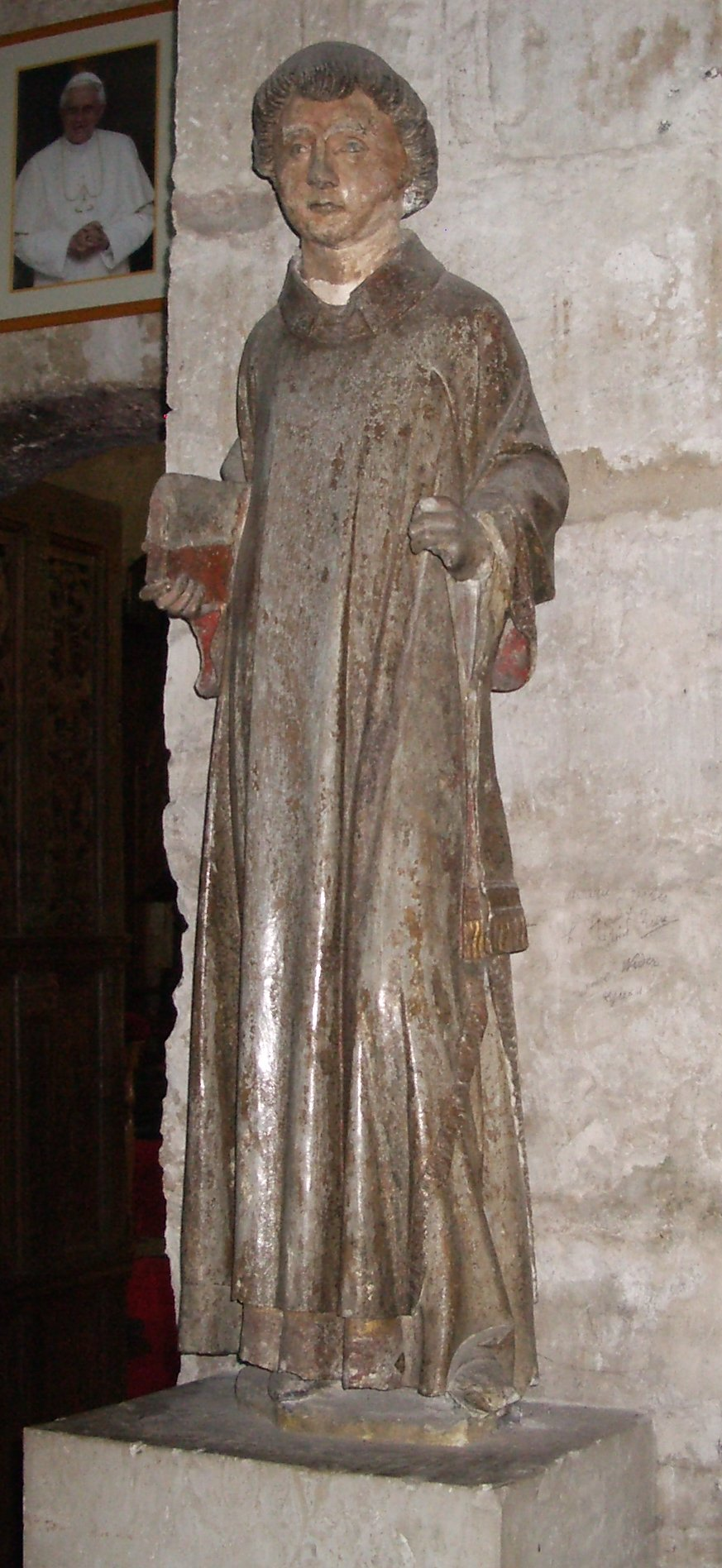
Saint Laurent

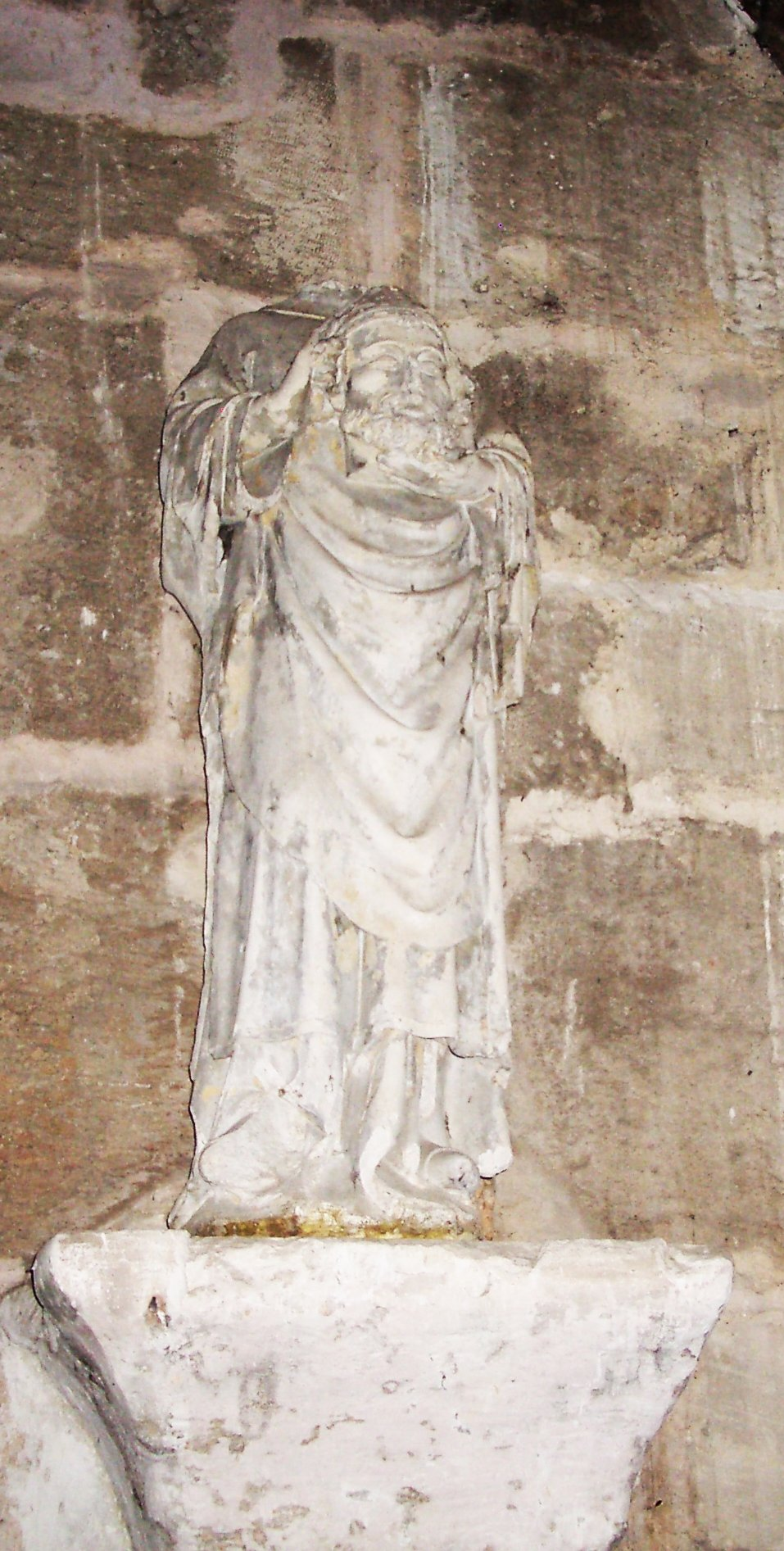
Saint Denis
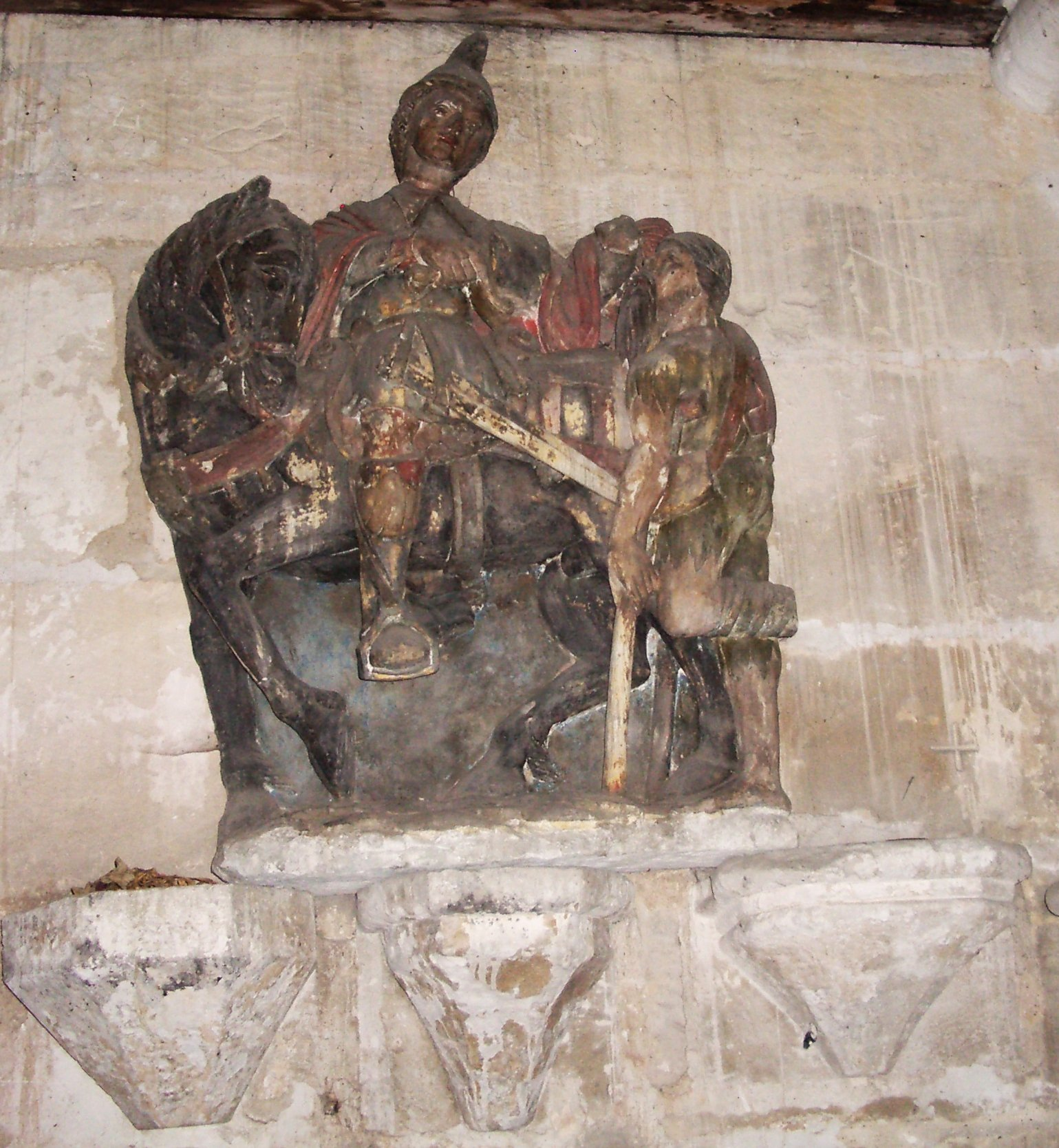
Saint Martin
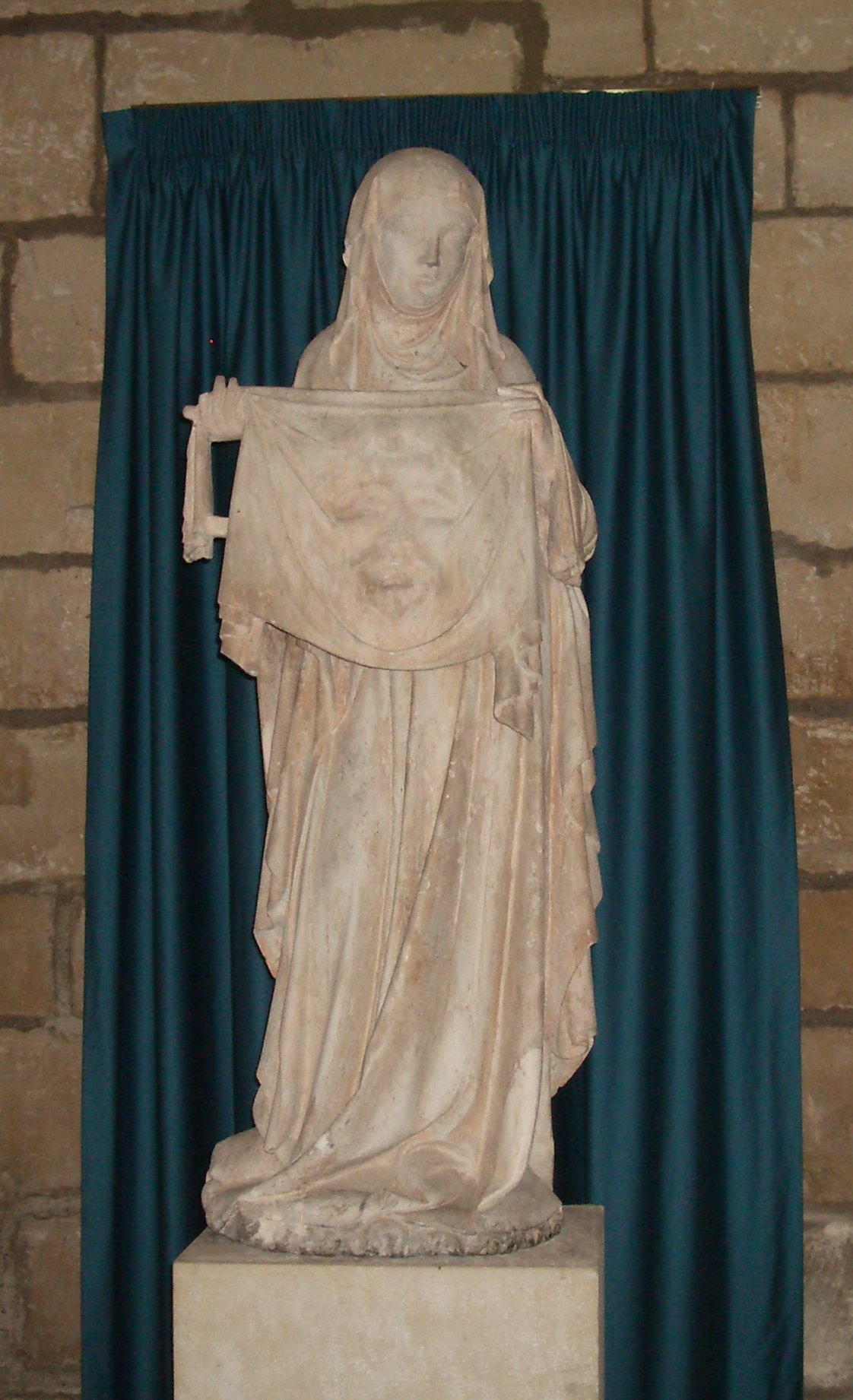
Sainte Véronique
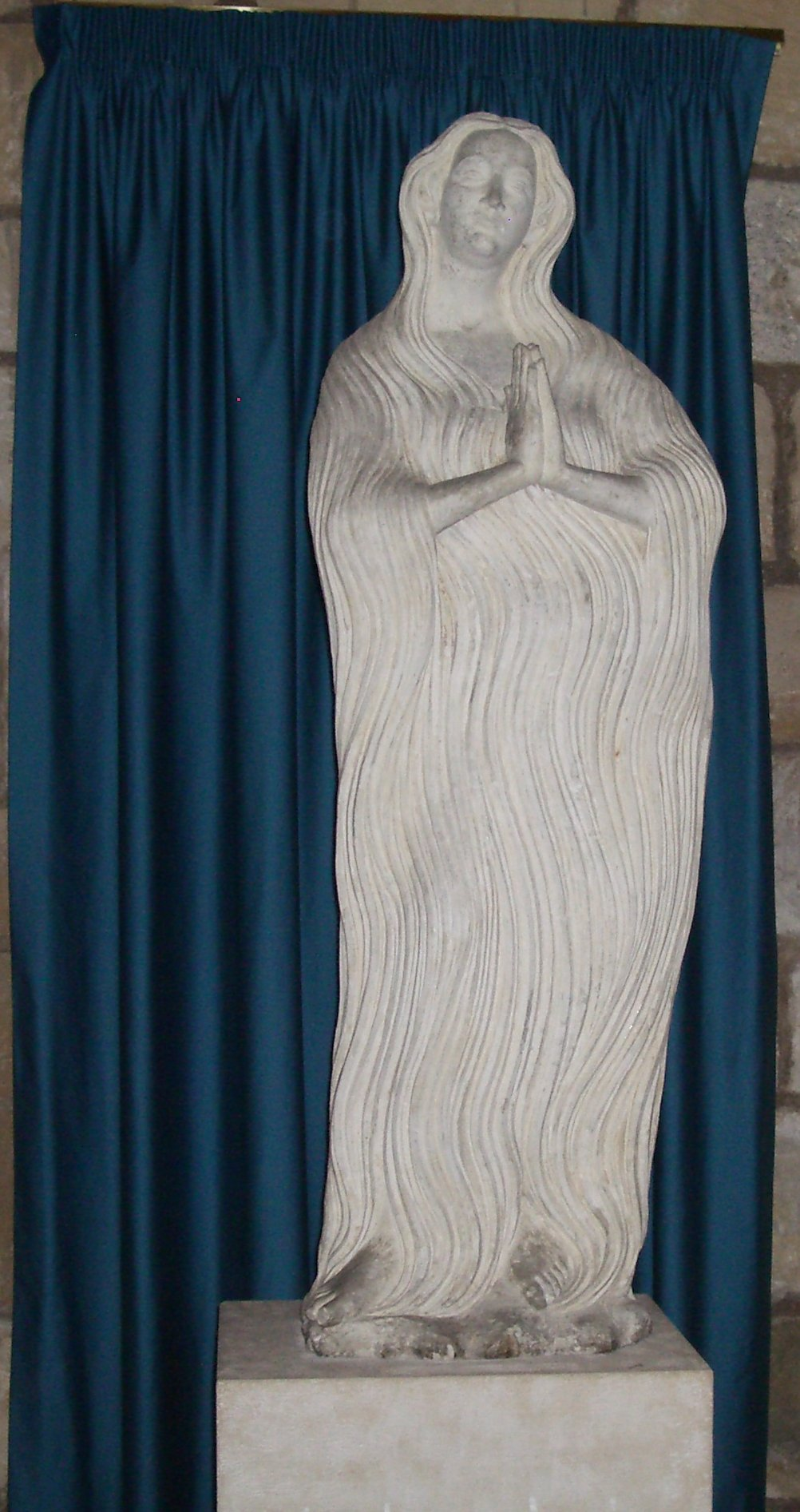
Marie l'Egyptienne

- L'Annonciation
- Ecce Homo